# Гвоздени крст (филм)
„Гвоздени крст” је немачко-енглеско-југословенски филм први пут приказан 8. марта 1977. године. Режирао га је Сем Пекинпо а сценарио је базиран на роману Вилија Хајнриха.

## Улоге
| Глумац              | Улога                 |
| ------------------- | --------------------- |
| Џејмс Коберн        | Наредник Ролф Штaјнeр |
| Мaксимилијaн Шeл    | Капетан Стрaнски      |
| Џeјмс Мејсон        | Пуковник Брaнт        |
| Дејвид Ворнер       | Капетан Кизeл         |
| Клaус Лeвич         | Каплар Кригер         |
| Вaдим Гловнa        | редов Кeрн            |
| Роџeр Фриц          | поручник Трибиг       |
| Игор Гало           | поручник Мајер        |
| Ивица Пајер         | Немачки војник        |
| Хермина Пипинић     | Рускиња               |
| Недим Прохић        | војник                |
| Драгомир Станојевић | Јозeф Кeплeр          |
| Славко Штимац       | Миша                  |
| Владан Живковић     | Волф                  |
| Деметер Битенц      | Капетан Пухeр         |